# Holmtjärnarna (Lycksele socken, Lappland, 720391-164919)
Holmtjärnarna är en sjö i Lycksele kommun i Lappland och ingår i Umeälvens huvudavrinningsområde. Sjön har en area på 0,143 kvadratkilometer och ligger 279 meter över havet. Holmtjärnarna ligger i Vindelälven Natura 2000-område. Sjön avvattnas av vattendraget Nackbäcken.

## Delavrinningsområde
Holmtjärnarna ingår i det delavrinningsområde (720292-164950) som SMHI kallar för Utloppet av 720187-165034. Medelhöjden är 299 meter över havet och ytan är 14,48 kvadratkilometer. Det finns inga avrinningsområden uppströms utan avrinningsområdet är högsta punkten. Nackbäcken som avvattnar avrinningsområdet har biflödesordning 3, vilket innebär att vattnet flödar genom totalt 3 vattendrag innan det når havet efter 189 kilometer. Avrinningsområdet består mestadels av skog (83 procent). Avrinningsområdet har 1,36 kvadratkilometer vattenytor vilket ger det en sjöprocent på 9,4 procent.